# Karl Kraus (Musiker, 1895)
Karl Kraus (* 22. Juli 1895 in Lindau; † 12. Oktober 1967 in Regensburg) war ein deutscher Organist und Musikpädagoge. Er war Domorganist am Dom zu Regensburg von 1935 bis 1963.

## Leben und Wirken
Karl Kraus studierte nach seinem Abitur am Alten Gymnasium 1915 Kirchenmusik an der Kirchenmusikschule (heute Hochschule für Katholische Kirchenmusik und Musikpädagogik) in Regensburg u. a. bei Joseph Renner. Er erhielt 1919 eine Chorregentenstelle in Neumarkt und war ab 1920 Organist und Chordirektor an der Stadtpfarrkirche St. Josef in Regensburg-Reinhausen tätig. Karl Kraus vertrat seinen ehemaligen Lehrer, Joseph Renner in dessen letzten Dienstjahren immer häufiger und übernahm das Domorganistenamt und die Dozentenstelle an der Kirchenmusikschule nach dessen Tod im Jahr 1934.
Karl Kraus versuchte ab 1947 einen repräsentativen Neubau einer Domorgel mit 130 Registern zu erwirken. Dieses Bemühen mündete in einen dreimanualigen Umbau und Erweiterung der bestehenden Domorgel hinter dem Silberaltar von Willibald Siemann durch Eduard Hirnschrodt im Jahr 1950. Kraus initiierte bis zum Ende seiner Amtszeit Orgelkonzerte in katholischen Kirchen Regensburgs.
Karl Kraus war mit Hedwig Kraus verheiratet. Der gemeinsame Sohn Eberhard Kraus war sein Amtsnachfolger. Karl Kraus wurde am Oberen Katholischen Friedhof in Regensburg beigesetzt.